# Mazomanie
Mazomanie és una població dels Estats Units a l'estat de Wisconsin. Segons el cens del 2000 tenia 1.485 habitants.

## Demografia
Segons el cens del 2000, Mazomanie tenia 1.485 habitants, 594 habitatges, i 427 famílies. La densitat de població era de 421,6 habitants per km².
Dels 594 habitatges en un 35,5% hi vivien nens de menys de 18 anys, en un 56,1% hi vivien parelles casades, en un 11,1% dones solteres, i en un 28,1% no eren unitats familiars. En el 23,6% dels habitatges hi vivien persones soles el 9,1% de les quals corresponia a persones de 65 anys o més que vivien soles. El nombre mitjà de persones vivint en cada habitatge era de 2,5 i el nombre mitjà de persones que vivien en cada família era de 2,94.
Per edats la població es repartia de la següent manera: un 27,3% tenia menys de 18 anys, un 6,6% entre 18 i 24, un 32,4% entre 25 i 44, un 22,4% de 45 a 60 i un 11,3% 65 anys o més.
L'edat mediana era de 36 anys. Per cada 100 dones de 18 o més anys hi havia 95,7 homes.
La renda mediana per habitatge era de 49.191 $ i la renda mediana per família de 56.442 $. Els homes tenien una renda mediana de 35.156 $ mentre que les dones 28.424 $. La renda per capita de la població era de 21.634 $. Aproximadament el 2,5% de les famílies i el 6,1% de la població estaven per davall del llindar de pobresa.

## Poblacions més properes
El següent diagrama mostra les poblacions més properes.